# 井戸川射子
井戸川 射子（いどがわ いこ、1987年12月1日 - ）は、日本の詩人・小説家。兵庫県在住。

## 経歴・人物
神戸市生まれで、小学生のころから西宮市に住む。関西学院大学社会学部卒業。2023年3月まで高校の国語科教諭。
2016年から『ユリイカ』誌上「今月の作品」欄、『現代詩手帖』誌上「新人作品」欄に投稿詩が掲載され始める。
2018年、第一詩集『する、されるユートピア』を私家版にて刊行。2019年2月に同詩集にて第24回中原中也賞を受賞。
2021年、小説集『ここはとても速い川』で野間文芸新人賞を受賞。
2023年、「この世の喜びよ」で第168回芥川龍之介賞を受賞。同年、西宮市特別賞を受賞。
2025年、『無形』で芸術選奨新人賞を受賞。

## 作品リスト

### 詩集
- 『する、されるユートピア』(私家版、2018年9月 / 青土社、2019年8月）
- 『遠景』（思潮社、2022年7月）

### 小説
- 『ここはとても速い川』（講談社、2021年6月 / 講談社文庫、2022年12月）
  - 「ここはとても速い川」 - 『群像』2020年11月号
  - 「膨張」 - 『群像』2020年7月号
- 『この世の喜びよ』（講談社、2022年11月 / 講談社文庫、2024年10月）
  - 「この世の喜びよ」 - 『群像』2022年7月号
  - 「マイホーム」 - 『早稲田文学増刊号 家族』通巻第1037号（2022年3月）
  - 「キャンプ」 - 『群像』2022年1月号
- 『共に明るい』（講談社、2023年11月）
- 『無形』（講談社、2024年10月）
  - 初出:『群像』2023年7月号 - 2024年7月号
- 『移動そのもの』（筑摩書房、2025年3月）
- 『曇りなく常に良く』（中央公論新社、2025年3月）
  - 初出:「婦人公論.jp」2023年12月11日 - 2024年9月2日

### 雑誌等掲載
詩
- 「受賞詩集より―川をすくう手 熱帯鳥類館、内部 母国 テンダー 大丈夫、中空で飛ぶ」 - 『ユリイカ』2019年4月号
- 「激しい脈動オーロラ」 - 『現代詩手帖』2019年7月号
- 「肉体は波打つ皮ふに包まれてせいせいするわ（わたしはいいわ）」 - 『文學界』2019年7月号
- 「する、されるユートピア」 - 『現代詩手帖』2019年12月号 再録
- 「トーチング / UchinouraBay」 - 『現代詩手帖』2020年2月号
- 「かわいそうに、濡れて」 - 『群像』2022年12月号
- 「雷鳴、しかし風の勢いが耳を塞ぐ いい運搬」 - 『現代詩手帖』2023年1月号
- 「誰かの膜 いい運搬」 - 『現代詩手帖』2023年2月号
- 「含まれ、やがて一致を目指す いい運搬」 - 『現代詩手帖』2023年3月号
- 「野焼き いい運搬」 - 『現代詩手帖』2023年4月号
- 「鳥の声が、私たちに聞こえる いい運搬」 - 『現代詩手帖』2023年5月号

小説
- 「印象」 - 『すばる』2024年3月号
- 「島の成り立ち」 - 『群像』2024年9月号
- 「舞う砂も道の実り」 - 『文學界』2024年10月号 - 2025年9月号
- 「私的応答」 - 『群像』2024年11月号から連載
- 「一景」 - 『BRUTUS』2025年8月15日号

エッセイなど
- 「サンキュー、だけをただくり返す」 - 『群像』2019年12月号
- 「アンケート特集 シネマ2019」（スティーヴン・カンター/監督『ダンサー、セルゲイ・ポルーニン 世界一優雅な野獣』） - 『群像』2020年2月号
- 「詩という入れ物、入れ物としてのわたし」 - 『現代詩手帖』2020年3月号
- 「あれと同じ」 - 『すばる』2022年2月号